# 애나 우드
애나 우드(영어: Anna Wood, 1985년 12월 30일 ~ )는 미국의 배우이다.
마운트에어리에서 태어났다.

## 영화
- 크로니클 (2012년) - 모니카 역
- 네거티브 스페이스 (2011년)